# Иисус Христос — суперзвезда (альбом)
Иисус Христос — суперзвезда (англ. Jesus Christ Superstar) — рок-опера Эндрю Ллойда Уэббера и Тима Райса, вышедшая в 1970 году.
Изначально BBC даже запретила альбом, сочтя его «святотатственным».

## Об альбоме
Музыкальный альбом является описанием последней недели жизни Иисуса Христа, начиная с его въезда в Иерусалим и заканчивая распятием.
По воспоминаниям Иэна Гиллана, ему позвонил Тим Райс и пригласил на прослушивание для партии Иисуса Христа. Когда Иэн исполнил «Child in Time», Уэббер и Райс были потрясены и мгновенно его утвердили, к удивлению последнего.

## Список композиций
Все тексты написаны Тимом Райсом, вся музыка написана Эндрю Ллойдом Уэббером.
| №  | Название                                   | Длительность |
| -- | ------------------------------------------ | ------------ |
| 1. | «Overture»                                 | 4:00         |
| 2. | «Heaven on Their Minds»                    | 4:23         |
| 3. | «What's the Buzz/Strange Thing Mystifying» | 4:13         |
| 4. | «Everything's Alright»                     | 4:36         |
| 5. | «This Jesus Must Die»                      | 5:11         |

| №  | Название                          | Длительность |
| -- | --------------------------------- | ------------ |
| 1. | «Hosanna»                         | 2:09         |
| 2. | «Simon Zealotes/Poor Jerusalem»   | 4:49         |
| 3. | «Pilate's Dream»                  | 1:28         |
| 4. | «The Temple»                      | 4:43         |
| 5. | «Everything's Alright (reprise)»  | 0:34         |
| 6. | «I Don't Know How to Love Him»    | 3:41         |
| 7. | «Damned for All Time/Blood Money» | 4:36         |

| №  | Название                          | Длительность |
| -- | --------------------------------- | ------------ |
| 1. | «The Last Supper»                 | 7:10         |
| 2. | «Gethsemane (I Only Want to Say)» | 5:33         |
| 3. | «The Arrest»                      | 3:24         |
| 4. | «Peter's Denial»                  | 1:27         |
| 5. | «Pilate and Christ»               | 2:46         |
| 6. | «King Herod's Song»               | 3:02         |

| №  | Название                                        | Длительность |
| -- | ----------------------------------------------- | ------------ |
| 1. | «Judas' Death»                                  | 4:17         |
| 2. | «Trial Before Pilate (Including the 39 Lashes)» | 5:13         |
| 3. | «Superstar»                                     | 4:16         |
| 4. | «The Crucifixion»                               | 4:04         |
| 5. | «John Nineteen: Forty-One»                      | 2:10         |